# ポートランド交響楽団
ポートランド交響楽団（ポートランドこうきょうがくだん、英：Portland Symphony Orchestra）は、アメリカ合衆国メイン州ポートランドに拠点を置くオーケストラ。

## 概要
1923年にアマチュア・ストランド交響楽団として創設され、1927年にポートランド市立管弦楽団、後にポートランド・メイン交響楽団として知られるようになった。
1969年、旧ポートランド交響楽団がオレゴン交響楽団へ名称を変更したことにより、現在の名称となった。
本拠地はポートランド市内のメリル・オーディトリアム。コンサート・シーズンは9月～6月である。

## 音楽監督・首席指揮者等
- アーサー・ケンドール（1923-1926）
- チャールズ・レイモンド・クロナム（1927-1932）
- チャールズ・ウォーレン（1933-1934）
- ポール・メルローズ（1935-1937）
- ラッセル・エイムズ・クック（1938-1951）
- リチャード・バージン（1952–1956）
- ルーベン・グレゴリアン（英語版）（1958-1961）
- アーサー・ベネット・リプキン（1962-1967）
- ポール・ヴァーマル（1967-1975）
- ブルース・ハンゲン（1976-1986）
- 島田敏之（英語版） (1986—2006)
- ロバート・ムーディ（2008-2018）
- エックハルト・プレウ（英語版）（2019- )[2]